# 938
Het jaar 938 is het 38e jaar in de 10e eeuw volgens de christelijke jaartelling.

## Gebeurtenissen
- Slag op de Bach Dang: De Vietnamese generaal Ngo Quyen verslaat de Han en kroont zichzelf tot koning. Hiermee wordt ook de jure de Chinese overheersing van Vietnam beëindigd.
- Everhard III van Franken, Everhard van Beieren en Thankmar komen in opstand tegen koning Otto I. Thankmar sneuvelt en Everhard van Beieren wordt door Otto verslagen en gaat in ballingschap. Zijn neef Berthold I wordt in zijn plaats tot hertog benoemd.
- De Liao-dynastie sticht een nieuwe hoofdstad, het huidige Peking.
- De latere graaf Dirk II van Holland, circa 8 jaar oud, wordt verloofd met de nog jongere Hildegard van Vlaanderen.

## Geboren
- Almanzor, Arabisch vizier en legeraanvoerder (overleden 1002)
- Beatrix Capet, Frankisch edelvrouw en regent (waarschijnlijke datum)
- García I Fernandez, Spaans edelman en koning (overleden 995)
- Romanos II, keizer van het Byzantijnse Rijk (overleden 963)
- Sancho II, Spaans edelman en koning (overleden 994)

## Overleden
- 28 juli - Thankmar, Frankisch edelman en prins